# Кемпбелл (округ, Кентуккі)
Шаблон:StateAbbr_ 38°57′ пн. ш. 84°23′ зх. д. / 38.95° пн. ш. 84.38° зх. д.
Округ Кемпбелл (англ. Campbell County) — округ (графство) у штаті Кентуккі, США. Ідентифікатор округу 21037.

## Історія
Округ утворений 1794 року.

## Демографія
За даними перепису
2000 року
загальне населення округу становило 88616 осіб, зокрема міського населення було 74930, а сільського — 13686.
Серед мешканців округу чоловіків було 42746, а жінок — 45870. В окрузі було 34742 домогосподарства, 23093 родин, які мешкали в 36898 будинках.
Середній розмір родини становив 3,09.
Віковий розподіл населення поданий у таблиці:
| Стать    | До 15 років | 15-21 | 22-29 | 30-39 | 40-49 | 50-65 | 65-85 | Понад 85 |
| -------- | ----------- | ----- | ----- | ----- | ----- | ----- | ----- | -------- |
| Чоловіки | 9716        | 4474  | 4657  | 6815  | 6690  | 5997  | 4055  | 342      |
| Жінки    | 9166        | 4561  | 4970  | 7003  | 6784  | 6618  | 5864  | 904      |

## Суміжні округи
- Гамільтон, Огайо — північ
- Клермонт, Огайо — схід
- Пендлтон — південь
- Кентон — захід

## Виноски
1. ↑  U.S. Decennial Census. United States Census Bureau. Архів оригіналу за 26 квітня 2015. Процитовано 13 серпня 2014.
2. ↑  Historical Census Browser. University of Virginia Library. Архів оригіналу за 11 серпня 2012. Процитовано 13 серпня 2014.
3. ↑  Population of Counties by Decennial Census: 1900 to 1990. United States Census Bureau. Архів оригіналу за 13 жовтня 2014. Процитовано 13 серпня 2014.
4. ↑  Census 2000 PHC-T-4. Ranking Tables for Counties: 1990 and 2000 (PDF). United States Census Bureau. Архів оригіналу (PDF) за 18 грудня 2014. Процитовано 13 серпня 2014.
5. ↑  State & County QuickFacts. United States Census Bureau. Архів оригіналу за 8 липня 2011. Процитовано 6 березня 2014.(англ.) Наведено за англійською вікіпедією.
6. ↑  QuickFacts. Campbell County, Kentucky. United States Census Bureau. Архів оригіналу за 26 лютого 2019. Процитовано 25 лютого 2019.
7. ↑  American FactFinder. Бюро перепису населення США. Архів оригіналу за 29 липня 2011. Процитовано 31 січня 2008.

| США | Це незавершена стаття з географії США. Ви можете допомогти проєкту, виправивши або дописавши її. |